# Castello di Oricola
Das Castello di Oricola ist eine Niederungsburg am Rande der Piana del Cavaliere (dt.: Ritterebene) in der italienischen Gemeinde Oricola in der Provinz L’Aquila.

## Geschichte
Die Ursprünge des Castello di Oricola gehen auf das 9. Jahrhundert zurück, als Rainaldo, Conte dei Marsi, eine kleine Burg zusammen mit anderen Türmen, die untereinander durch eine Mauer verbunden waren, zur Abwehr der Sarazenen- und Hunnenüberfälle errichten ließ.
1096 fiel die Burg an Aldegrina oder Aldegrima del fu Pandolfo (Fürstin von Capua), Contessa von Carsoli, und Gattin eines weiteren Rainaldo, eines Nachkommen des Erbauers, der im Laufe des ersten Kreuzzuges zu Tode gekommen war. Sie stiftete die Burg noch im selben Jahr an die Abtei Montecassino. 1097 erschien das „Castello di Auricola“ (mittelalterliches Toponym der Siedlung) und den Gütern, die in der Bulle von Papst Urban II. dem Abt von Montecassino, Oderisio, bestätigt wurden.

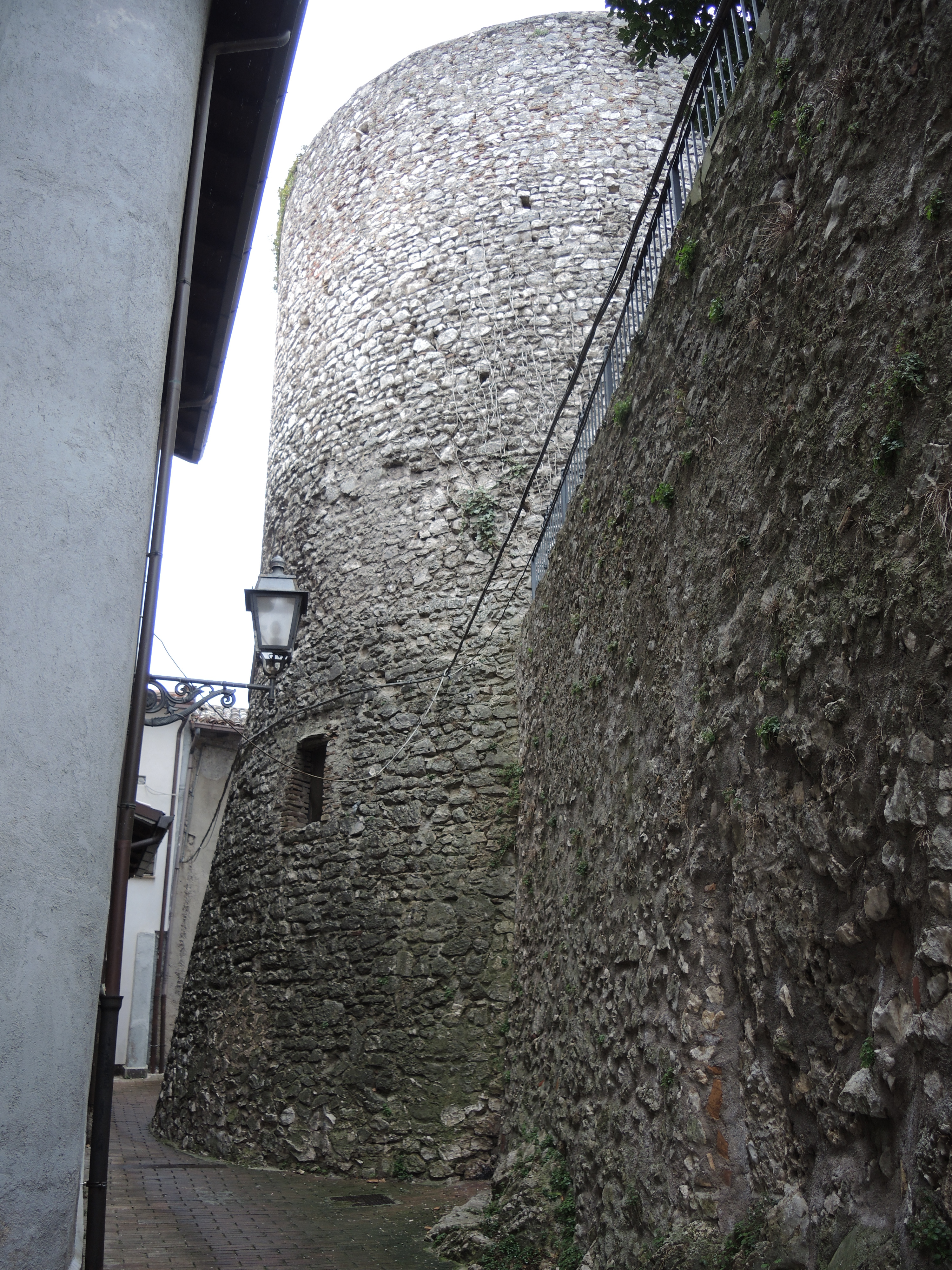
Westturm

1242 griffen die Truppen Friedrichs II. die Burg nach der Zerstörung von Carsoli an, als sie die Flüchtlinge verfolgten, die in Oricola Schutz gesucht hatten.
1381 wurde Oricola Lehen der Familie Orsini und die Burg nahm durch einen Umbau Mitte des 15. Jahrhunderts ihre heutige Gestalt an. 1491 fiel sie an die Familie Colonna aber 1528 sollte die Orsinis die Colonnas in der Nähe von Magliano de’ Marsi besiegen, die Burg wurde geplündert und geriet schließlich wieder unter die Kontrolle der Orsinis.
1557 sollten das Castello di Oricola und die anderen, benachbarten Burgen erneut überfallen und geplündert, dieses Mal von den Truppen des Grafen von Albe.

## Beschreibung
Die heutige Burg hat einen dreieckigen Grundriss mit drei zylindrischen Türmen an den Ecken. Die beiden Türme an der Ostfassade wurden vollständig restauriert, wogegen der Westturm heute noch seinen ursprünglichen Charakter bewahrt hat.
Im Nordwestteil des Gebäudes sind Gemeindebüros untergebracht, wogegen sich im Erdgeschoss des linken Teils der Hauptfassade ein Postamt befindet. Der Rest der Burg ist privat genutzt.